# Champsosaurus natator
Champsosaurus natator is een uitgestorven op een krokodil lijkend reptiel behorend tot het geslacht Champsosaurus uit de orde Choristodera.
Champsosaurus natator werd tot twee meter lang en leefde 75 miljoen jaar geleden in Gateway Country in de Canadese staat Alberta. Deze soort deelde zijn habitat met verschillende soorten dinosauriërs zoals Gorgosaurus, Dromaeosaurus en Parasaurolophus.

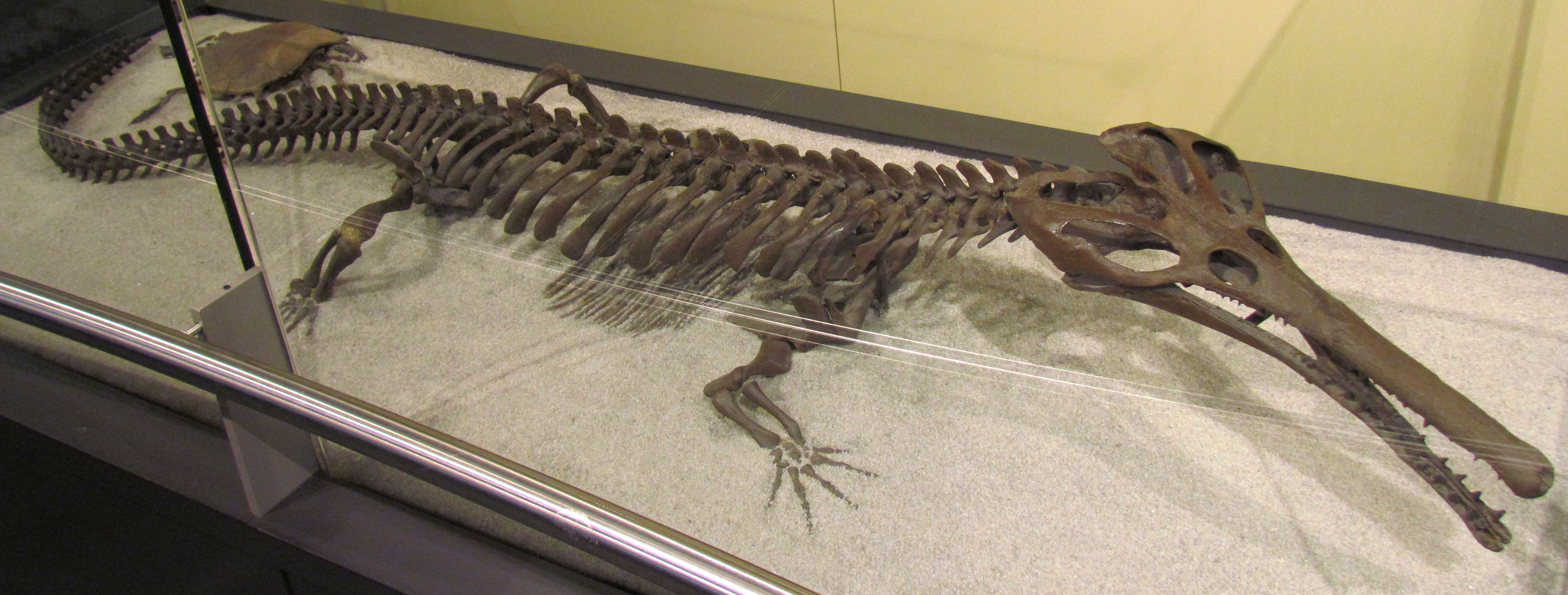
Een skelet van C. natator.